# Колыбань (Хмельницкая область)
Колыбань (укр. Колибань) — село в Хмельницком районе Хмельницкой области Украины.
Население по переписи 2001 года составляло 449 человек. Почтовый индекс — 31345. Телефонный код — 382. Занимает площадь 1,613 км². Код КОАТУУ — 6825083304.

## Местный совет
31345, Хмельницкая обл., Хмельницкий р-н, с. Копыстин, ул. Ленина, 86

## Галерея
- Сельская библиотека, почта и ФАП
- Сельский пруд
- Церковь в Колыбани
- Памятник воинам-односельчанам, погибшим в Великой Отечественной войне